# Atanasio Cruz Aguirre
Atanasio de la Cruz Aguirre Aguado, més conegut com a Atanasio Cruz Aguirre (Montevideo, llavors Banda Oriental, avui Uruguai, 2 de juny de 1801 - ídem, 28 de setembre de 1875), va ser un polític uruguaià, President de la República entre 1864 i 1865.

## Biografia
La seva primera actuació pública va tenir lloc en el transcurs de la Croada Llibertadora de 1825 a 1828. Entre 1833 i 1838 va ser Comissari de Guerra, i després de la Guerra Gran, el 1852, va ser elegit diputat. Electe al Senat el 1861, presidia el cos l'1 de març de 1864, quan va assumir - de forma interina - el Poder Executiu davant del final del període de Bernardo Prudencio Berro.
El seu mandat, d'un any de durada, va transcórrer al mig de la guerra civil que havia començat el 1863 amb la insurrecció de Venancio Flores i el Partit Colorado, que va rebre el suport de l'Imperi del Brasil i del president argentí Bartolomé Mitre. El seu govern va haver d'enfrontar-se primer a la pressió diplomàtica del Brasil, a través d'una llista de reclams manegats per aquest (maig de 1864), i després a la invasió del territori uruguaià per les forces de mar i terra de l'Imperi, que es van posar obertament de part de Venancio Flores.
En resposta a aquests fets, i entre altres mesures, va declarar nuls i va fer cremar en cerimònia pública els tractats de 1851 que establien l'aliança entre el govern uruguaià i el brasiler (desembre de 1864). També va intentar sense èxit provocar la intervenció francesa en el conflicte, enviant una missió diplomàtica davant de Napoleó III (missió Cándido Juanicó, gener de 1865).
El 15 de febrer de 1865, ja assetjada la ciutat de Montevideo per les forces de Venancio Flores i del Brasil, va lliurar el comandament al President del Senat, Tomás Villalba, qui capitularia poques hores més tard davant dels assetjadors.